# Implant du tronc cérébral
Un implant du tronc cérébral est un type d'audioprothèse indiquée en cas de surdité de perception. C'est un dispositif implanté dans le tronc cérébral d'une personne atteinte de surdité dont les nerfs auditifs chargés de transmettre les signaux sonores au cerveau sont endommagés. Grâce à cette intervention chirurgicale, une personne atteinte de surdité totale aura l'impression d'entendre. Il s'agit davantage d'une sensation d'audition que d'un réel sens de l'audition.